# Dyomyx janus
Dyomyx janus är en fjärilsart som beskrevs av Bar 1876. Dyomyx janus ingår i släktet Dyomyx och familjen nattflyn. Inga underarter finns listade i Catalogue of Life.